# خوسه پرز فرانسس
خوسه پرز فرانسس (اسپانیایی: José Pérez Francés‎؛ (زادهٔ ۲۷ دسامبر ۱۹۳۶ – درگذشتهٔ ۳۰ سپتامبر ۲۰۲۱) دوچرخه‌سوار اهل اسپانیا بود. وی در مسابقات تور دو فرانس شرکت کرده بود.